# Serika Gulumá
Serika Mitchell Gulumá Ortiz (Puerto Rico, Caquetá, 16 de julio de 1990) es una ciclista colombiana de pista y ruta. Aunque Serika Gulumá nació en Puerto Rico (Caquetá) llegó a la edad de 3 años a Calarcá (Quindío), población en la cual se crio y se inició en el ciclismo.

## Palmarés en pista
| 2009 - Campeonato de Colombia de Ciclismo en Pista - Bronce en Velocidad por equipos - Bronce en Persecución individual - Campeonato Panamericano de Ciclismo en Pista - Plata en Persecución por Equipos 2010 - Juegos Centroamericanos y del Caribe - Oro en Persecución por Equipos - Plata en Carrera por Puntos - Plata en Omnium - Campeonato de Colombia de Ciclismo en Pista - Plata en Persecución por equipos - Plata en Scratch - Bronce en Ómnium 2011 - Campeonato Panamericano de Ciclismo en Pista - Bronce en Persecución por equipos - Juegos Panamericanos - Bronce en Persecución por equipos 2012 - Campeonato de Colombia de Ciclismo en Pista - Plata en Persecución por equipos - Bronce en Ómnium 2013 - Campeonato Panamericano de Ciclismo en Pista - Plata en Persecución por equipos | 2014 - Campeonato de Colombia de Ciclismo en Pista - Bronce en Persecución por equipos - Bronce en Carrera por puntos 2015 - Campeonato de Colombia de Ciclismo en Pista - Oro en Carrera por puntos - Plata en Scratch - Plata en Persecución por equipos 2017 - Campeonato de Colombia de Ciclismo en Pista - Plata en Madison o Americana 2018 - Juegos Suramericanos - Oro en Persecución por equipos - Juegos Centroamericanos y del Caribe en Pista - Plata en Persecución por equipos (junto con Milena Salcedo, Lorena Colmenares, Jessica Parra y Tatiana Dueñas) |

## Palmarés en ruta
| 2009 - Bronce en Campeonato de Colombia Contrarreloj 2010 - Tour Femenino de Colombia 2011 - Tour Femenino de Colombia más una etapa 2012 - 3 etapas del Tour Femenino de Colombia 2013 - Oro en Campeonato de Colombia Contrarreloj - Bronce en Campeonato Panamericano en Contrarreloj Individual 2014 - Oro en Campeonato de Colombia Contrarreloj - Plata en Campeonato Panamericano Contrarreloj Individual - Plata en Juegos Centroamericanos y del Caribe Contrarreloj Individual 2015 - Plata Campeonato de Colombia Contrarreloj | 2016 - Plata en Campeonato de Colombia Contrarreloj - Oro en Campeonato Panamericano Contrarreloj Individual 2018 - 2.ª en los Juegos Suramericanos en Contrarreloj - 3.ª en los Juegos Centroamericanos y del Caribe en Contrarreloj - 1 etapa del Tour Femenino de Colombia - Oro en Campeonato de Colombia Contrarreloj 2019 - Oro en Campeonato de Colombia Contrarreloj 2021 - Oro en Campeonato de Colombia Contrarreloj 2022 - 2 etapas de la Vuelta al Tolima - 2.ª en los Juegos Bolivarianos Contrarreloj 2023 - 2 etapas de la Vuelta Femenina a Guatemala |

## Equipos
- Aromitalia-Vaiano (2013-2016)
  - Vaiano-Fondriest (2013-2014)
  - Aromitalia-Vaiano (2015-2016)
- Boyacá es para Vivirla (2017)